# Leatherman (vagabond)
Pour les articles homonymes, voir Leatherman.
Le Leatherman, signifiant « homme en cuir » en anglais, est un vagabond de la seconde moitié du XIXe siècle, vivant aux États-Unis. Il circule sans cesse, entre la fin des années 1850 et sa mort en 1889, dans le nord de la Nouvelle-Angleterre. Dans les dernières années de sa vie, il se limite à un parcours répété de plus de 400 km effectué en 34 jours environ, sur une partie du Connecticut et de l'état de New York. Sa tenue remarquable, composée de morceaux de cuir cousus grossièrement, en fait un personnage célèbre dans la région qui suscite l'intérêt des journalistes de l'époque. Le mystère qui entoure sa personne excite encore aujourd'hui la curiosité et la compassion du public.

## Personnage énigmatique

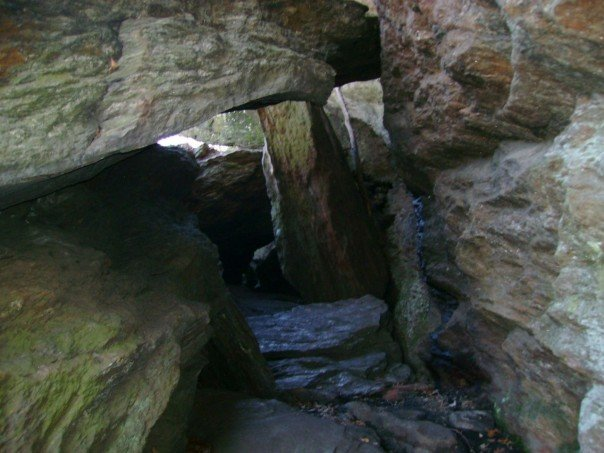
La « caverne du Leatherman » (Leatherman Cave) à Watertown, dans le Connecticut.

Le Leatherman commence à circuler en Nouvelle-Angleterre avant 1860. Il porte une sorte de vaste salopette en cuir tenue par des bretelles, un manteau de la même matière, comme son chapeau et son sac, et marche avec des sabots de bois sur lesquels est fixé un dessus en cuir. Il circule dans l’état de New York, le Connecticut, le Vermont et le Massachusetts. Il est bien identifié par les populations qu’il traverse, à cause de son aspect inhabituel et de ses passages fréquents, pendant une trentaine d’années à certains endroits.
Il a également un comportement différent des autres vagabonds. Parlant le français mais très mal l’anglais, l’homme s’exprime souvent par des signes et des grognements. Il refuse systématiquement de donner quelque information que ce soit sur lui-même. Pacifique, ne mendiant pas d’argent, ne cherchant pas de travail ni de logement, il accepte de la nourriture, du tabac (il fabrique lui-même ses pipes) et de quoi faire du feu. Il passe dans les ateliers où l’on travaille le cuir pour y obtenir des morceaux mis au rebut. On sait très peu de choses sur ses moyens de subsistance.
Pour dormir et s’abriter des intempéries, le Leatherman utilise sur son parcours des cavernes, des abris dans des chaos rocheux ou des huttes. Il laisse en partant un petit tas de bois prêt à être allumé à son prochain passage.
Parce qu’il est francophone et probablement catholique (il refuse la viande le vendredi), le Leatherman est souvent considéré comme un Québécois, un Français ou un Belge.

## Circuit régulier et intérêt de la presse
À partir de 1883, le Leatherman réduit son circuit à une boucle qu’il va suivre pendant six ans, jusqu’à sa mort en 1889. Il fait le parcours une dizaine de fois par an, en 34 jours. Un journal affirme à l'époque que son parcours fait 365 miles, soit près de 600 km. Les articles sur le vagabond insistent sur sa très grande régularité ; un journal de New Haven signale ainsi de façon humoristique en juin 1886 qu’il est passé « avec une heure et demie de retard ».
Il suit un itinéraire qui le mène vers l’ouest en suivant la côte nord du Long Island Sound jusqu’à Greenwich puis il va vers Ossining, sur les rives de l'Hudson, où il tourne vers le nord jusqu’à Brewster pour se diriger ensuite vers l’est en direction de New Britain puis suivre vers le sud la vallée du fleuve Connecticut jusqu’à son embouchure à Old Saybrook, de nouveau sur la côte du détroit de Long Island. L'ensemble correspond à un trajet d'environ 400 km, sans qu'il soit toujours possible d'en déterminer les détours précis.
De nombreuses théories plus ou moins fantaisistes sont élaborées sur l’identité, le passé, ou la situation réelle du vagabond. Des articles de journaux parfois volontairement farfelus sont écrits sur le Leatherman, le faisant basculer déjà de son vivant vers le statut de personnage folklorique.
En 1884, un journaliste du Waterbury Daily American prétend faussement avoir découvert qu’il s’appellerait Jules Bourglay et serait originaire de Lyon en France. Cette identification fallacieuse est reprise fréquemment tout au long du XXe siècle.

## Mort et sépulture

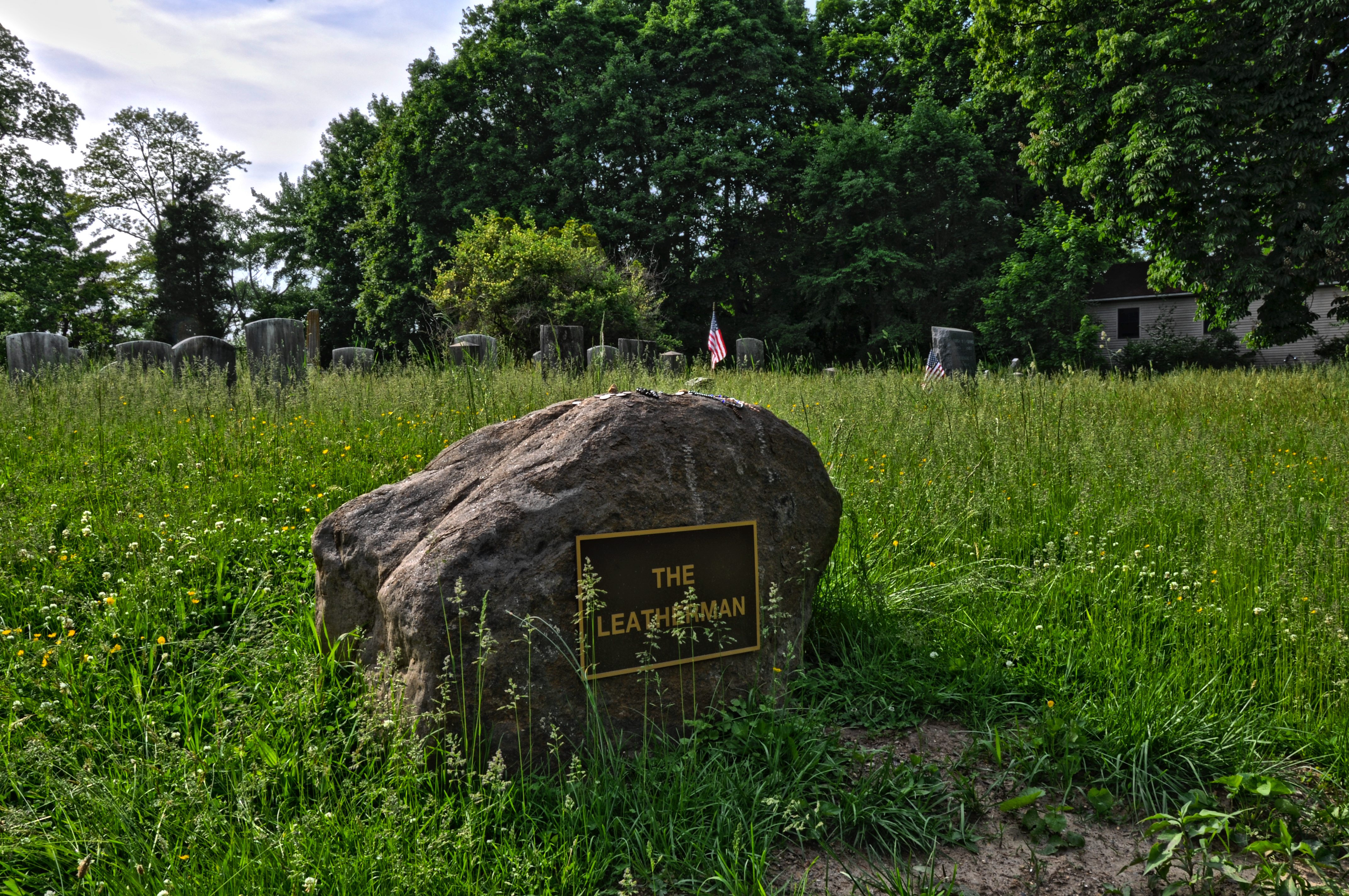
Rocher et plaque dans le cimetière de Sparta.

Son corps est trouvé dans une caverne à Mount Pleasant (état de New York) près de Ossining en mars 1889.
Le cadavre et les bagages du Leatherman sont l’objet d’un examen officiel. On trouve dans ses affaires un livre de prières en français. Il serait mort du cancer ; sa bouche était déformée par une tumeur depuis plusieurs années. On l’enterre au cimetière de Sparta à Briarcliff Manor, au sud de Ossining.
En 1953, une plaque est mise sur sa tombe à Ossining, mentionnant son nom erroné de Bourglay. En 2011, l’emplacement est fouillé sans qu’autre chose que des clous ne soit trouvé. Un rocher portant une plaque sur laquelle est simplement écrit « The Leatherman » a été mis ailleurs dans le cimetière.